# 898
| [ Edytuj tabelę ]          |                                                |
| Król Anglii                | - 871 Alfred Wielki 899                        |
| Hrabia Aragonii            | - 893 Galindo II 922                           |
| Król Armenii               | - 890 Symbat I Męczennik 913                   |
| Hrabia Barcelony           | - 897 Wilfred Borrell II 911                   |
| Książę Bawarii             | - 889 Luitpold 907                             |
| Książę Burgundii           | - 880 Ryszard I Prawodawca 921                 |
| Cesarz Bizancjum           | - 886 Leon VI Filozof 912 - 886 Aleksander 913 |
| Chan Bułgarii              | - 893 Symeon I 913                             |
| Cesarz Chin                | - 888 Tang Zhaozong 904                        |
| Książę Czech               | - 895 Spitygniew I 915                         |
| Władca Egiptu              | - 896 Harun Ibn Chumarawajh 904                |
| Król Franków wschodnich    | - 887 Arnulf z Karyntii 899                    |
| Król Franków zachodnich    | - 888 Odon 898 - 893 Karol III Prostak 922     |
| Cesarz Japonii             | - 897 Daigo 930                                |
| Kalif                      | - 892 Al-Mu’tadid 902                          |
| Król Khmerów               | - 889 Jaszowarman I 910                        |
| Wielki książę Kijowa       | - 882 Oleg Mądry 912                           |
| Patriarcha Konstantynopola | - 893 Antoni II Kauleas 901                    |
| Król Leónu                 | - 866 Alfons III Wielki 910                    |
| Król Mercji                | - 879 Aethelred 911                            |
| Król Nawarry               | - 880 Fortún Garcés 905                        |
| Król Norwegii              | - 872 Harald Pięknowłosy 930                   |
| Papież                     | - 898 Jan IX 900                               |
| Cesarz rzymski             | - 892 Lambert 898 - 896 Arnulf 899             |
| Książę Saksonii            | - 880 Otto Dostojny 912                        |
| Król Szkocji               | - 889 Donald II 900                            |
| Doża Wenecji               | - 888 Pietro Tribuno 912                       |
| Książę Węgier              | - 896 Arpad 907                                |
| Książę wielkomorawski      | - 894 Mojmir II 906 - 894 Świętopełk II 906    |

Rok 898 / DCCCXCVIII
stulecia: VIII wiek ~
IX wiek ~
X wiek

lata: 888 «
893 «
894 «
895 «
896 «
897 «
898
» 899
» 900
» 901
» 902
» 903
» 908

## Wydarzenia
Europa
- 1 stycznia – Karol III Prostak został królem zachodniofrankijskim.

Azja
- W Korei zbudowano świątynię buddyjską Sŏngbul sa.

## Zmarli
- Xiangyan Zhixian, chiński mistrz chan ze szkoły guiyang (ur.?)
- Yogong Tosǒn, koreański mmistrz sŏn (ur. 827)